# Bujar Spahiu
Bujar Spahiu (ur. 26 lutego 1976 w Kukësie) – albański imam i nauczyciel. Od 2019 r. Wielki Mufti Albanii.

## Życiorys
Po ukończeniu gimnazjum w swoim rodzinnym mieście kontynuował naukę w madrasie i ukończył teologię islamską na kairskim uniwersytecie Al-Azhar.
Po ukończeniu studiów, w latach 2003-2005 był nauczycielem w madrasie Hafiz Ali Korça w mieście Kavaja. W latach 2005–2007 pełnił funkcję jej dyrektora.
W 2007 r. został mianowany dyrektorem Departamentu Edukacji społeczności albańskich muzułmanów, a dwa lata później zaczął pełnić funkcję wiceprzewodniczącego tej społeczności.
Dobrze zna język turecki oraz arabski.

## Poglądy
Zadeklarował, że będzie walczyć z islamskim ekstremizmem.

## Życie prywatne
Jest żonaty, ma syna i córkę.